# Grup de l'axinita
El grup de l'axinita és un grup de minerals borosilicats triclínics. El grup rep el nom del nom genèric axinita introduït per primera vegada el 1797 pel mineralogista francès Rene Just Haüy. El nom deriva del grec αξίνα (axina), destral, en al·lusió a l'hàbit comú dels seus cristalls.
El grup està format per qautre espècies: axinita-(Fe), axinita-(Mg), axinita-(Mn) i tinzenita.
| Espècie      | Fórmula                     |
| ------------ | --------------------------- |
| Axinita-(Fe) | Ca₂Fe2+Al₂BSi₄O15OH         |
| Axinita-(Mg) | Ca₂MgAl₂BSi₄O15OH           |
| Axinita-(Mn) | Ca₂Mn2+Al₂BSi₄O15OH         |
| Tinzenita    | Ca₂Mn2+ 4Al₄[B₂Si₈O30](OH)₂ |

Segons la classificació de Nickel-Strunz, els minerals del grup de l'axinita pertanyen a "09.BD: Estructures de sorosilicats (dímers); grups Si₂O₇, amb anions addicionals; cations en coordinació tetraèdrica [4] o major» juntament amb els següents minerals: bertrandita, hemimorfita, junitoïta, vistepita, boralsilita i werdingita.
Als territoris de parla catalana ha estat descrita únicament l'axinita-(Fe), concretament al barranc de les Collades, al Pantà d'Escales, al municipi de Casterner de les Olles (Tremp, Pallars Jussà). També han estat descrites mostres d'axinita, sense determinar l'espècie, a les mines de Costabona, a la localitat de Prats de Molló i la Presta (Vallespir).